# Extensión de grupo
En álgebra abstracta, se denomina extensión del grupo {\displaystyle A} por el grupo {\displaystyle B}
a cualquier otro grupo {\displaystyle \mathbb {E} } que haga exacta la sucesión corta
{\displaystyle 0\ \to \ B\ {\overset {\iota }{\to }}\ \mathbb {E} \ {\overset {\pi }{\to }}\ A\ \to \ 0}.
Esta condición es equivalente a que la imagen {\displaystyle \iota (B)} sea un subgrupo normal de {\displaystyle \mathbb {E} }, tal que el cociente {\displaystyle \mathbb {E} /\iota (B)} sea isomorfo a {\displaystyle A}. Nótese que aunque es {\displaystyle B} el grupo en cierto modo contenido en la extensión, se dice que {\displaystyle \mathbb {E} } es una extensión de {\displaystyle A}, por familiaridad con otros conceptos. En cambio algunos autores dirían «... {\displaystyle \mathbb {E} } es una extensión de {\displaystyle B} por {\displaystyle A}...», por ejemplo Mac Lane y Birkhoff (1967, p. 409).
La noción de extensión de grupos se basa en la idea de la descomposición de un grupo {\displaystyle G} en un subgrupo normal {\displaystyle N\leq G} y en el cociente {\displaystyle Q=G/N}. En tal caso existen dos homomorfismos: uno inyectivo {\displaystyle N\to G} dado por la inclusión de conjuntos, y otro sobreyectivo {\displaystyle G\to Q} dado por la proyección en el cociente, que hacen que la sucesión corta 
{\displaystyle 0\ \to \ N\ \to \ G\ \to \ Q\ \to \ 0}
sea exacta. La extensión de grupos es el proceso inverso, que partiendo de unos grupos conocidos {\displaystyle A\simeq Q} y {\displaystyle B\simeq N} genera un nuevo grupo {\displaystyle \mathbb {E} \simeq G}. Este último contiene una copia isomorfa  a {\displaystyle B} como subgrupo normal, mientras que {\displaystyle A} hace las veces del grupo factor {\displaystyle \mathbb {E} /B}. 

## El problema de la extensión
Un ejemplo de una extensión de grupos es el producto directo {\displaystyle A\times B} que, sin embargo, no es necesariamente la única extensión posible. La determinación de las posibles extensiones de dos grupos se conoce con el nombre de problema de la extensión. Junto con la clasificación de grupos finitos simples (ya resuelto), su solución permitiría clasificar de forma completa los grupos finitos, lo que se conoce como programa de Hölder.
En general, una extensión de {\displaystyle A} por el grupo {\displaystyle B} induce un homomorfismo {\displaystyle A\to {\rm {Out}}\ B}, donde {\displaystyle {\rm {Out}}\ B} denota el grupo de automorfismos exteriores: el cociente {\displaystyle {\rm {Out}}\ B={\rm {Aut}}B/{\rm {Inn}}B}. No obstante, extensiones diferentes pueden dar lugar al mismo homomorfismo. El problema de la extensión es considerado de difícil solución; sin embargo se conocen soluciones cuando se cumple alguna condición adicional, como por ejemplo cuando la extensión es el producto semidirecto de los grupos {\displaystyle A} y {\displaystyle B}.

## Ejemplo
Sea el fibrado {\displaystyle F\subset E_{f}\to S^{1}}
donde {\displaystyle f:F\to F} es un autohomeomorfismo de la superficie F, entonces desde la sequencia homotópica larga del fibrado tenemos el tramo:
{\displaystyle \cdots \to 1\to \pi _{1}F\to \pi _{1}E_{f}\to \mathbb {Z} \to 1\to \cdots }
Pero como los homomorfismos de grupo:
{\displaystyle \mathbb {Z} \to {\rm {out}}\pi _{1}F={\rm {mod}}(F)}
clasifican a estas extensiones y donde el generador de {\displaystyle \mathbb {Z} } es asignado al auto-homeomorfismo {\displaystyle f},
entonces tenemos que el grupo fundamental del fibrado E está dado por
{\displaystyle \pi _{1}E_{f}=\pi _{1}F*_{f}\mathbb {Z} }
es decir, estamos extendiendo el grupo fundamental de la superficie F por el grupo cíclico infinito {\displaystyle \mathbb {Z} }.
Es conocido que tales grupos tiene una presentación de la forma
{\displaystyle \pi _{1}(E_{f})=\langle g_{s},t\mid R(g_{s})=1,t^{-1}g_{s}t=f(g_{s})\rangle }
que corresponde a una extensión HNN del grupo fundamental de la superficie F.